# Un divorce royal
Pour les articles homonymes, voir A Royal Divorce.
Pour plus de détails, voir Fiche technique et Distribution.
Un divorce royal (A Royal Divorce) est un film britannique de Jack Raymond sorti en 1938.

## Synopsis
Le film dépeint la relation complexe entre Napoléon Ier empereur des Français et son épouse, Joséphine Bonaparte depuis leur première rencontre jusqu'à leur divorce plus d'une décennie plus tard.

## Fiche technique
- Titre original : A Royal Divorce

- Titre français : Un divorce royal[1] ; Napoléon et Joséphine (titre secondaire)

- Réalisation : Jack Raymond
- Scénario : Miles Malleson d'après Joséphine de Jacques Théry
- Photographie : Freddie Young
- Musique : Anthony Collins
- Production : Herbert Wilcox
- Société de production : Herbert Wilcox Productions

- Société de distribution : Paramount British Pictures
- Pays d'origine :  Royaume-Uni

- Langue : anglais
- Format : Noir et blanc - 35 mm - 1,37:1 - Mono
- Genre : Drame, Film historique
- Date de sortie :
  - Royaume-Uni : 21 septembre 1938 (Londres)

- - France : ?

## Distribution
- Pierre Blanchar : Napoléon Bonaparte
- Ruth Chatterton : Joséphine de Beauharnais
- Frank Cellier : Charles-Maurice de Talleyrand-Périgord
- Carol Goodner : Mme Tallien
- Auriol Lee : Letizia Bonaparte
- George Curzon : Paul Barras
- Laurence Hanray : Klemens Wenzel von Metternich
- John Laurie : Joseph Bonaparte
- Rosalyn Boulter : Hortense de Beauharnais
- David Farrar : Louis Bonaparte
- Jack Hawkins : le capitaine Charles